# Olympische Winterspiele 2022/Teilnehmer (Liechtenstein)
| Gelbes Symbol für Goldmedaillen mit stilisierten Olympischen Ringen | Graues Symbol für Silbermedaillen mit stilisierten Olympischen Ringen | Braundes Symbol für Bronzemedaillen mit stilisierten Olympischen Ringen |
| ------------------------------------------------------------------- | --------------------------------------------------------------------- | ----------------------------------------------------------------------- |
| —                                                                   | —                                                                     | —                                                                       |

Liechtenstein nahm an den Olympischen Winterspielen 2022 in Peking teil. Es war die 20. Teilnahme des Landes an Olympischen Winterspielen. Marco Pfiffner und Nina Riedener wurden vom LOC nominiert, potenzielle Quotenplätze im Bob und Skeleton wurden seitens des Liechtensteiner Bobverbands nicht genutzt.

## Teilnehmer nach Sportarten

### Ski Alpin
| Athleten       | Wettbewerbe | 1. Lauf     | 1. Lauf | 2. Lauf | 2. Lauf | Gesamt      | Gesamt |
| Athleten       | Wettbewerbe | Zeit        | Rang    | Zeit    | Rang    | Zeit        | Rang   |
| -------------- | ----------- | ----------- | ------- | ------- | ------- | ----------- | ------ |
| Männer         |             |             |         |         |         |             |        |
| Marco Pfiffner | Abfahrt     | —           | —       | —       | —       | 1:45,79 min | 28     |
| Marco Pfiffner | Super-G     | —           | —       | —       | —       | 1:23,66 min | 28     |
| Marco Pfiffner | Kombination | 1:45,11 min | 13      | 51,29 s | 9       | 2:36,40 min | 11     |

### Skilanglauf
| Athleten      | Wettbewerbe     | Zeit        | Rang |
| ------------- | --------------- | ----------- | ---- |
| Frauen        |                 |             |      |
| Nina Riedener | 10 km Klassisch | 33:49,0 min | 69   |
| Nina Riedener | 15 km Skiathlon | 52:55,1 min | 57   |